# RG-41

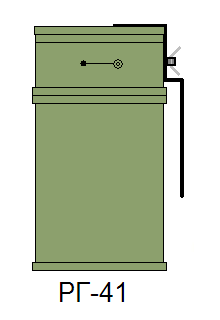

RG-41은 소비에트 연방이 사용하던 막대형 수류탄이다. 1941년 제2차 세계 대전도중 만들어졌다. RG-41은 150g 의 고성능 폭약을 포함한 대전차 수류탄이었으며. 가몬 수류탄과 비슷한 역할을 했다. 신관을 포함한 무게는 약 440g 정도이며. 3.54 초의 딜레이를 가지고 있다. 손잡이는 짧았으며 길이는 약 200mm 정도였고 던질 수 있는 사거리는 약 35~40m 정도였다.